# Akrotiri và Dhekelia
Các khu vực căn cứ có chủ quyền Akrotiri và Dhekelia (tiếng Anh: The Sovereign Base Areas of Akrotiri and Dhekelia) là hai khu vực do Vương quốc Liên hiệp Anh và Bắc Ireland quản lý trên đảo Síp bao gồm các căn cứ quân sự có chủ quyền của Đế quốc Anh.

## Lịch sử
Các căn cứ Akrotiri và Dhekelia do Anh nắm giữ sau khi đế quốc Anh cho phép đảo Síp độc lập và sau cùng là chuyển đảo Síp từ một thuộc địa trong đế quốc này thành một nước cộng hòa trong Khối thịnh vượng chung. Anh quốc vẫn nắm giữ các căn cứ này do vị trí chiến lược của đảo Síp trong Địa Trung Hải.